# Ogg Vorbis
Ogg Vorbis або ogg — вільний формат стиснення звуку, що розроблявся компанією Xiph.Org Foundation 1998 року і офіційно випущений 19 липня 2002 року. Формат призначений для зберігання аудіоінформації, подібно до MP3, однак його поява була зумовлена тим, що MP3 на той момент був захищений патентом.
Ogg Vorbis використовує власну психоакустичну модель при стисненні з втратами (т. зв. lossy) для досягнення високих ступенів стиснення інформації. Ogg Vorbis типово використовує змінний бітрейт, при цьому його значення необмежені і можуть варіюватися при мінімальних налаштуваннях на 1 kbps, а при максимальних — від 400 kbps до 700 kbps. Гнучкою є і частота дискретизації — користувачам надається будь-який вибір у межах від 2 кгц до 192 кгц. На думку деяких, така модель дозволяє отримати кращу якість відтворення при рівному ступені стиснення.
На відміну від інших, цей формат не обмежує користувача тільки двома аудіоканалами (стерео — лівий і правий). Він підтримує до 255 окремих каналів із частотою дискретизації до 192 кгц і розрядністю до 32 біт, тому Vorbis придатний, наприклад, для кодування 6-канального звуку DVD-Audio.
До того ж, формат Vorbis — «sample accurate» (з англ. «точний зразок»). Це гарантує, що звукові дані перед кодуванням і після декодування не матимуть зсувів, додаткових або загублених семплів. Це легко оцінити під час кодування non-stop музики (коли один трек поступово переходить в іншій) — у підсумку збережеться цілісність звуку.
На сьогодні Ogg Vorbis вважається другим за популярністю форматом стиснення звуку після mp3. Він широко використовується в файлообмінних мережах для передавання музичних творів.
Файли цього формату мають розширення .ogg і підтримуються усіма відомими платформами (Windows, Linux, MacOS, PocketPC, Palm, Symbian, DOS, FreeBSD, BeOS).
Якість стиснення цього формату задається в умовних одиницях, що мають таку відповідність з бітрейтом:
| Якість        | Бітрейт                                 | Якість      | Бітрейт                                    | Якість          | Бітрейт                                                |
| ------------- | --------------------------------------- | ----------- | ------------------------------------------ | --------------- | ------------------------------------------------------ |
| q-2 q-1 q0 q1 | 32 кбіт/с 45 кбіт/с 64 кбіт/с 80 кбіт/с | q2 q3 q4 q5 | 96 кбіт/с 112 кбіт/с 128 кбіт/с 160 кбіт/с | q6 q7 q8 q9 q10 | 192 кбіт/с 224 кбіт/с 256 кбіт/с 320 кбіт/с 500 кбіт/с |

## Виноски
1. ↑  Does Opus make all those other lossy codecs obsolete?. OpusFAQ (англ.) . Архів оригіналу за 3 березня 2016. Процитовано 1 травня 2016.
2. ↑  vorbis.com (англ.) . Архів оригіналу за 22 квітня 2016. Процитовано 1 травня 2016.